# Aphelandra jacobinioides
Aphelandra jacobinioides är en akantusväxtart som beskrevs av Gustav Lindau. Aphelandra jacobinioides ingår i släktet Aphelandra och familjen akantusväxter. Inga underarter finns listade i Catalogue of Life.